# The Broken Wing
The Broken Wing er en amerikansk stumfilm fra 1923 af Tom Forman.

## Medvirkende
- Kenneth Harlan som Philip Marvin
- Miriam Cooper som Inez Villera
- Walter Long som Innocencio Dos Santos
- Miss DuPont som Celia
- Richard Tucker som Sylvester Cross
- Ed Brady som Bassilio (as Edwin J. Brady)
- Ferdinand Munier som Luther Farley
- Evelyn Selbie som Quichita